# Editiones Bipontinae
Die Editiones Bipontinae sind Buchausgaben der Werke wichtiger antiker Autoren, die zwischen 1779 und 1811 von dem in Zweibrücken (lat. Bipontum) gegründeten Verlag Societas Bipontina herausgegeben wurden. Sie wurden aufgrund ihrer weitgehenden Fehlerfreiheit geschätzt und sind unter Liebhabern alter Bücher (Bibliophilie) bis heute begehrt. Eine umfassende Sammlung der Editiones Bipontinae wird in der Zweibrücker Bibliotheca Bipontina aufbewahrt.
Ein berühmter Nutzer war Richard Wagner. Wagner, der in Dresden die Kreuzschule besuchte und dort lebte, hatte bei einem Besuch in seiner Geburtsstadt Leipzig erfahren, dass er von seinem früh verstorbenen Vater einen Bücherschrank geerbt hatte. Er schreibt in seinen Lebenserinnerungen:
„Ich ging die Bücher mit meinem Oheim durch, wählte sofort eine Anzahl lateinischer Schriftsteller in der schönen Zweibrücker Ausgabe sowie andere mich anziehende dichterische und schöngeistige Werke aus und sorgte für die Zusendung nach Dresden.“